# Clinton (Ohio)
Pour les articles homonymes, voir Clinton.
Clinton est un village américain situé dans le comté de Summit, dans l’Ohio. Selon le recensement de 2010, sa population est de 1 214 habitants.